# Campodorus micropunctatus
Campodorus micropunctatus är en stekelart som först beskrevs av Tohru Uchida 1942.  Campodorus micropunctatus ingår i släktet Campodorus och familjen brokparasitsteklar. Inga underarter finns listade.